# Heimensteinhöhle
Die Heimensteinhöhle ist eine Durchgangshöhle auf dem Heimenstein auf der Schwäbischen Alb. Sie ist vom Wandererparkplatz Bahnhöfle an der Straße Reußenstein–Neidlingen aus zu erreichen und frei zugänglich.

## Geschichte
Die erste Erwähnung eines Heimensteiners – Gerboldus Diktus de Haimenstein – stammt aus der Zeit um 1240, die erste Abbildung der Burg Heimenstein jedoch erst aus dem Jahr 1596. Es ist anzunehmen, dass die Heimensteinhöhle in diese Verteidigungsanlage mit einbezogen und somit spätestens zu dieser Zeit bereits bekannt war.
Die einstige Flusshöhle zeigt auffallende Wasserstandsmarken und Kolke. Allerdings wurde wohl ein Großteil der Höhle durch die Erosion des Albtraufs zerstört. Der erhaltene Rest ist etwa 80 Meter lang, die beiden Eingänge weisen einen Höhenunterschied von 20 Meter auf. Vom tiefer gelegenen Eingang aus (756 m über NN) hat man Blick auf die Ruine Reußenstein. Allerdings ist ein im frühen 19. Jahrhundert angefertigter Stich, der den Blick aus der Höhle heraus auf die Ruine zeigt, nicht realistisch, da der Reußenstein weiter entfernt liegt als die Darstellung glauben macht und aus dem dargestellten Blickwinkel auch nicht sichtbar ist.

## Sage
Einer Lokalsage nach lebte einst ein Riese in der Höhle, der sich eines Tages eine Burg wünschte. Wilhelm Hauff erzählt, wie er von Handwerkern aus ganz Württemberg die Burg Reußenstein erbauen ließ, wobei ein junger Handwerker sein Glück machte: Niemand wagte, den letzten Nagel am obersten Fenster einzuschlagen. Schließlich erbot sich der junge Mann, das Wagnis auf sich zu nehmen, falls er dann die Tochter seines Herrn heiraten dürfe. Der Riese ergriff den Mutigen, hielt ihn sicher über dem Abgrund und schenkte ihm nach vollbrachter Tat eine Mitgift und die Burg als Wohnsitz.

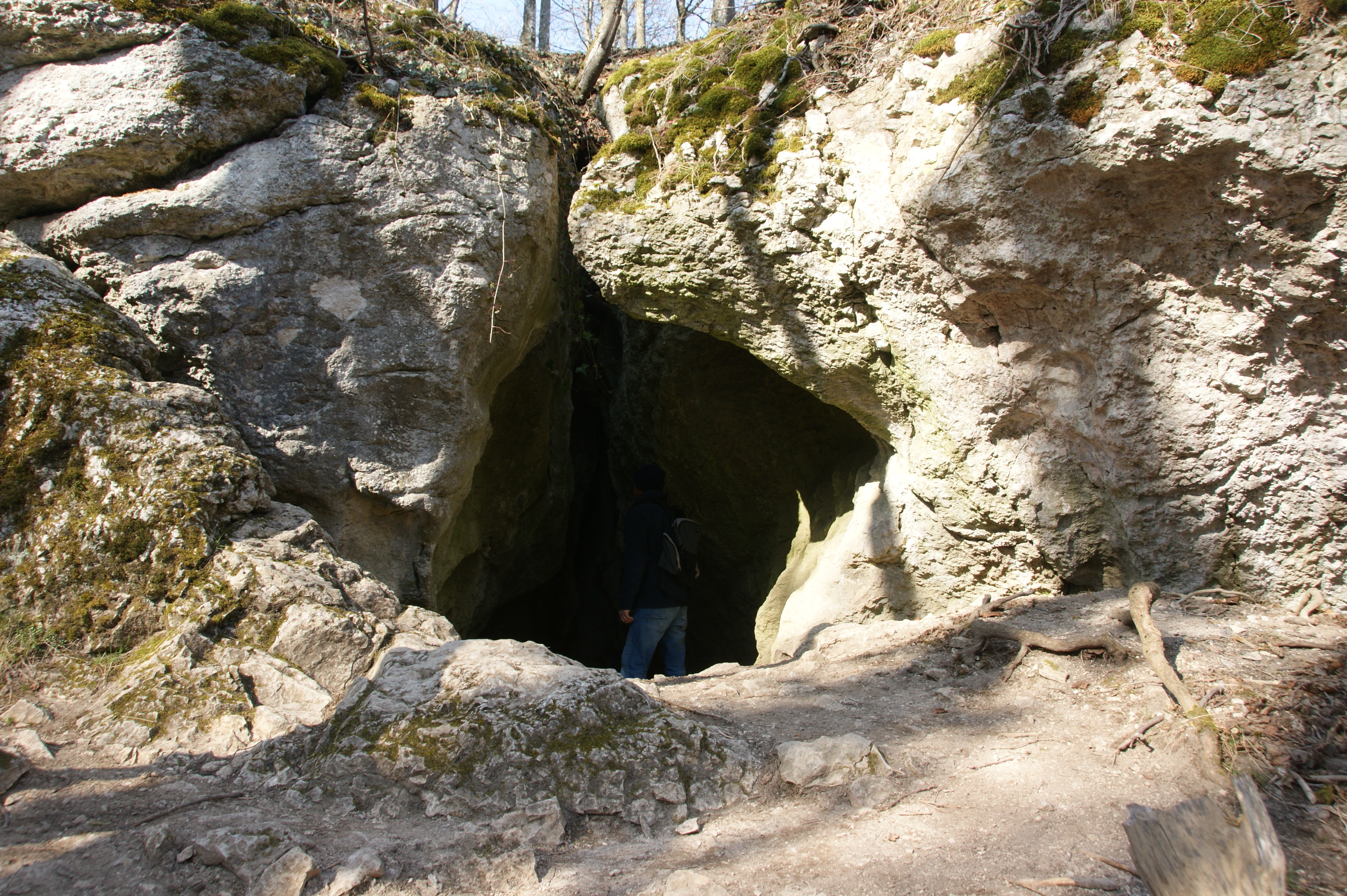
Heimensteinhöhle, oberer Eingang